# 토요타 86

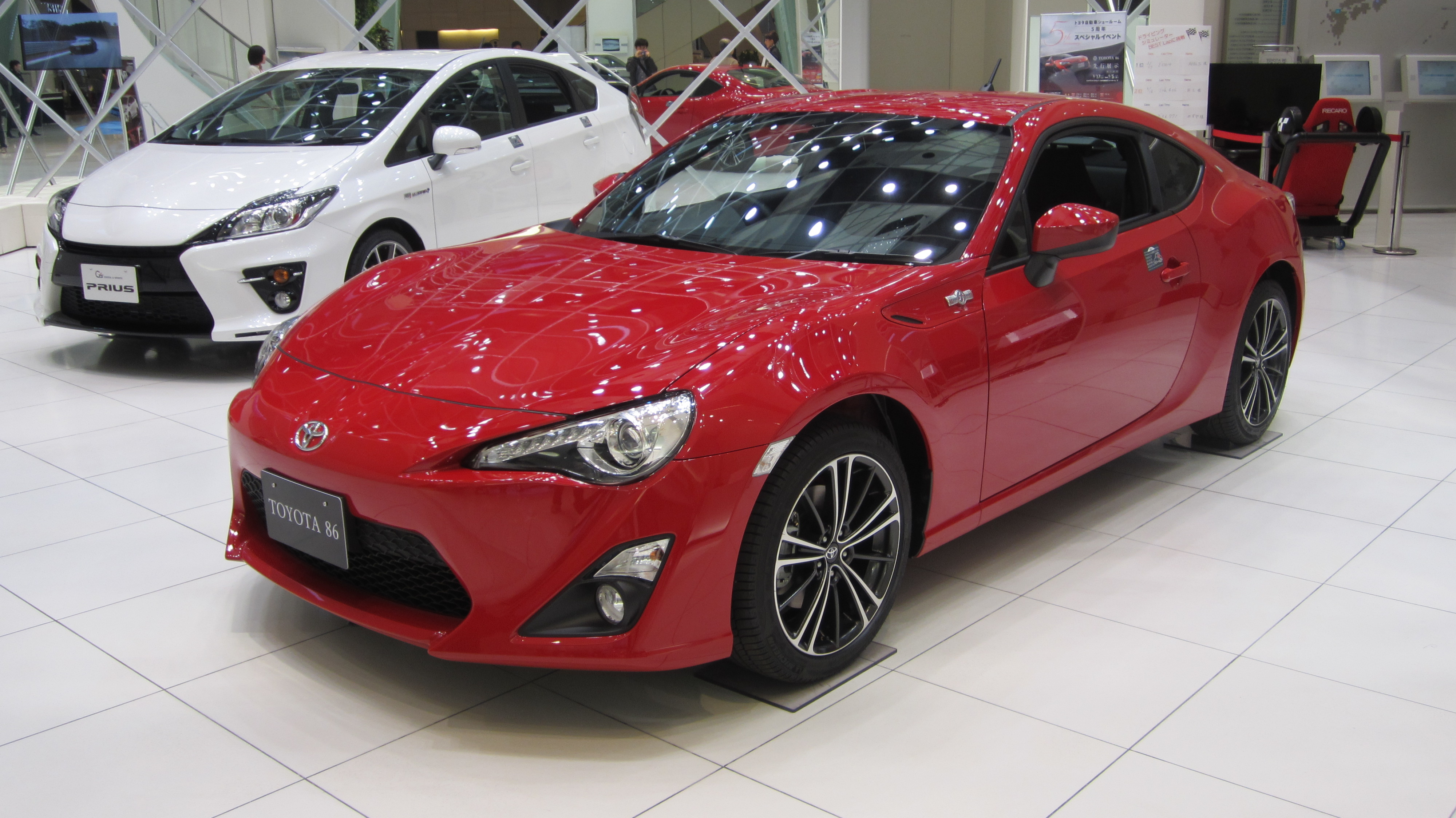
토요타 86(전기형) 정측면

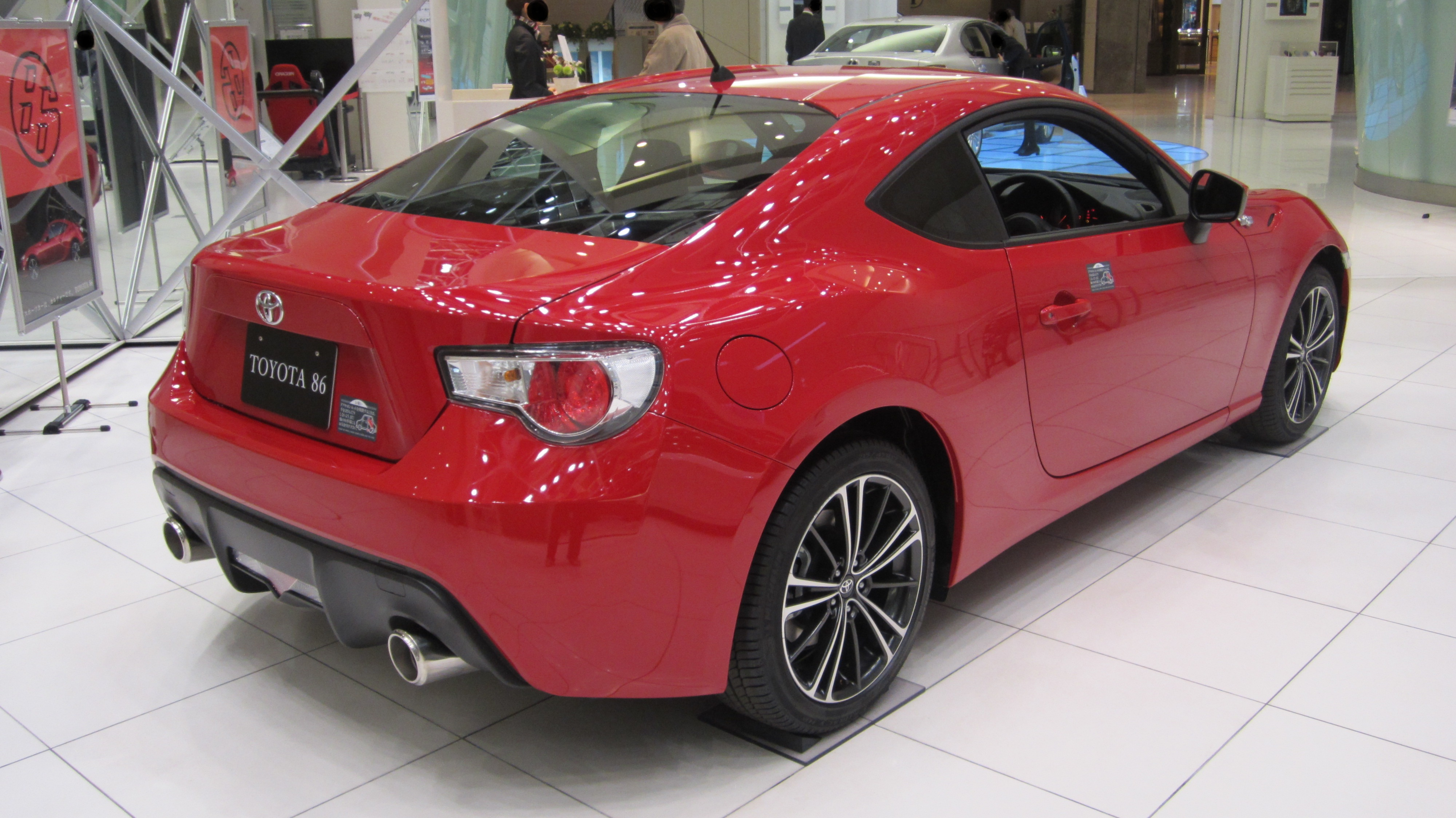
토요타 86(전기형) 후측면

토요타 86(Toyota 86)은 토요타가 후지중공업의 자동차 브랜드인 스바루와 공동 개발해 군마현 오타시에 있는 스바루의 공장에서 생산하고, 토요타가 판매하는 후륜구동 방식의 스포츠 쿠페다.
만화 이니셜 D에서 많이 등장한 토요타 AE86의 인기에 힘입어 2012년에 새로 내놓았으며, 스바루에서는 일부 사양이 다른 형제차인 BRZ가 판매된다. 엔진은 86과 BRZ 모두 스바루의 FA형 수평대향식 엔진을 공용한다. AWD가 대부분인 스바루의 차종 중에서는 보기 드문 후륜구동(FR) 차량이다.

## 1세대 (2012 ~ 2021)
토요타의 차세대 가솔린 직분사 시스템인 D-4S와 스바루의 수평대향식 엔진 기술이 결합된 FA20 203마력 수평대향 4기통 2.0L D-4S 자연흡기 가솔린 엔진을 탑재했으며, 6단 수동변속기와 6단 자동변속기를 조합한다. FA20은 하이옥탄 대응이다. 자동변속기 사양 위주로 판매하는 대한민국 수입차 시장에서 보기 드물게 6단 수동변속기 사양을 출시했는데, 대한민국에서 보기 드문 수동변속기 장착 후륜구동 차량인 데다가 수동변속기가 달린 수입차들 중에서는 상대적으로 판매량이 많았던지라 수동변속기 사양의 옵션 차별 논란 또한 있었다. 이 때문에 한국토요타는 2022년 대한민국에 2세대 86을 출시했을 때 6단 수동변속기만 내놓았다.
53:47의 이상적인 전후 중량 배분과 무게 중심 높이를 460mm로 낮춘 초저중심의 프론트 엔진은 직감 핸들링의 후륜구동이라는 컨셉트에 부합한다. 유럽을 비롯한 일부 국가에서는 GT86이라는 차명으로 팔리고 있다. 한때 미국과 캐나다에서는 사이온을 통해 FR-S라는 차명으로 팔렸으나 실적 부진으로 2016년 8월에 사이온 브랜드를 폐기하면서 판매가 중단되었고, 대신 일본과 동일하게 86이라는 이름으로 판매되고 있다. 이와 동시에 페이스리프트를 거쳤다.
이니셜 D Final Stage 맨 마지막 장면에서 후지와라 타쿠미의 임프레자 WRX STi Version V(후지와라 분타 소유, GC8V)와 마주치는 차량으로 등장하며, 레이싱 게임인 이니셜 D 아케이드 스테이지 AA X와 8에서도 등장한다.

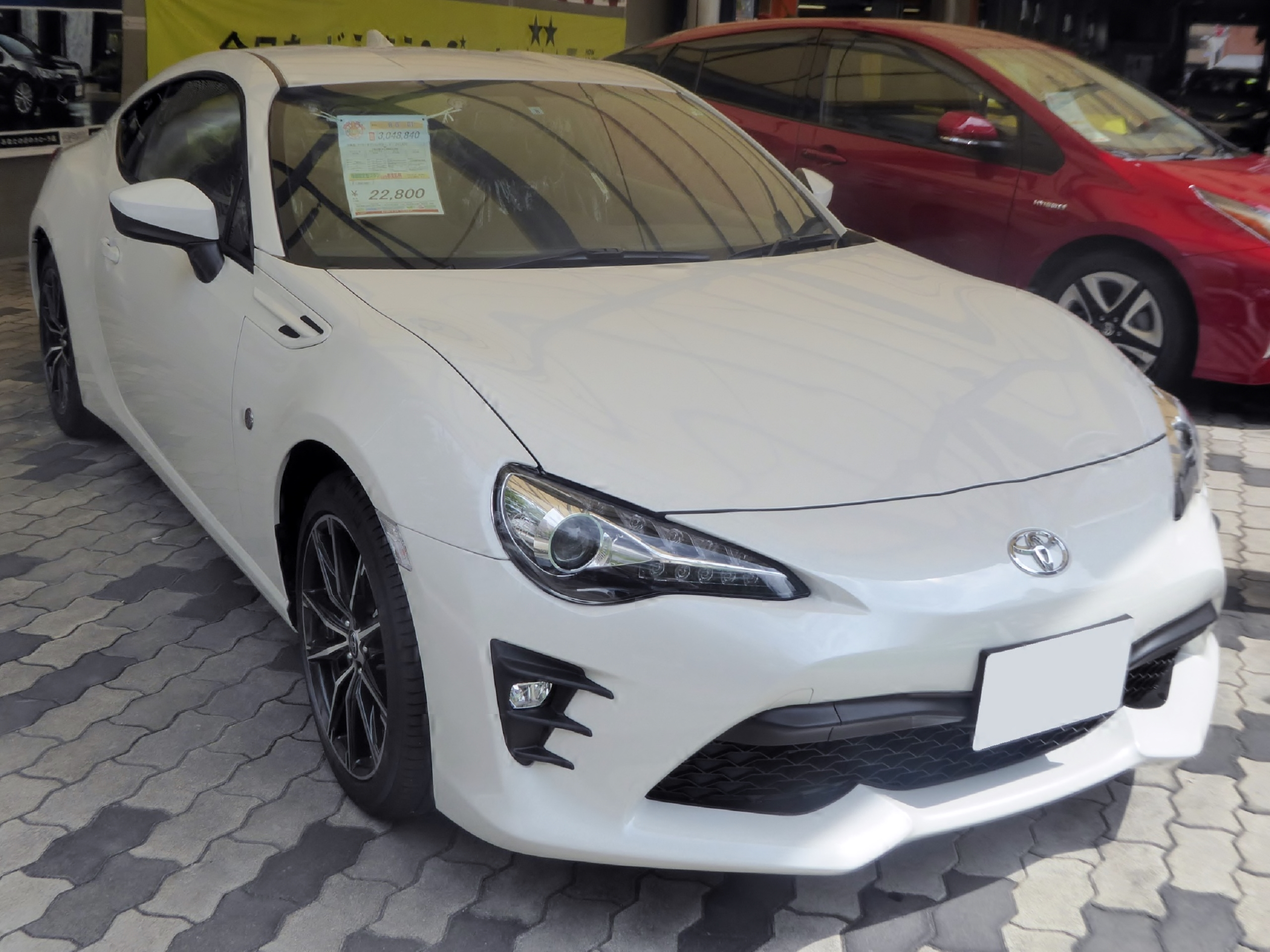
토요타 86(후기형) 정측면
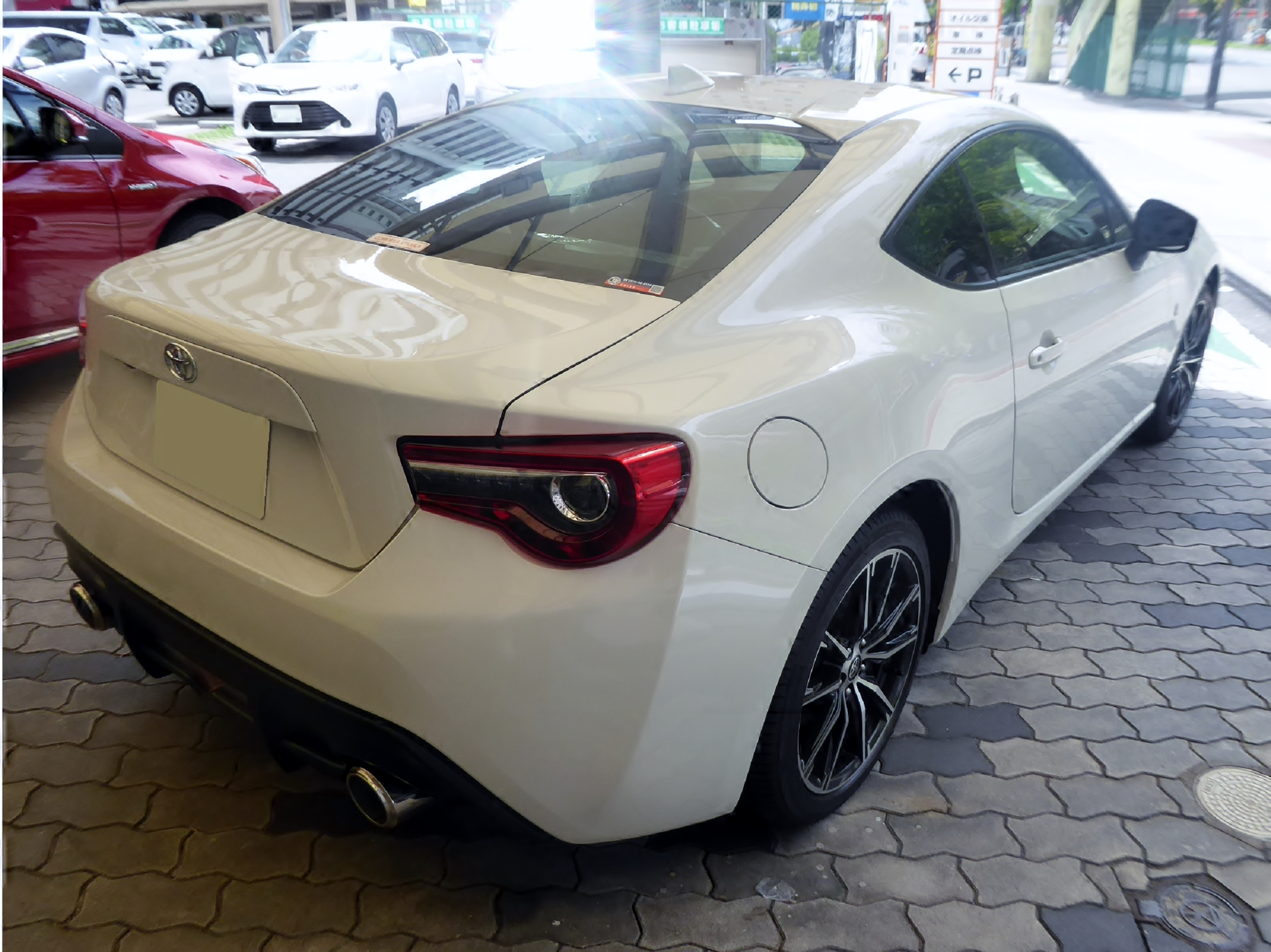
토요타 86(후기형) 후측면
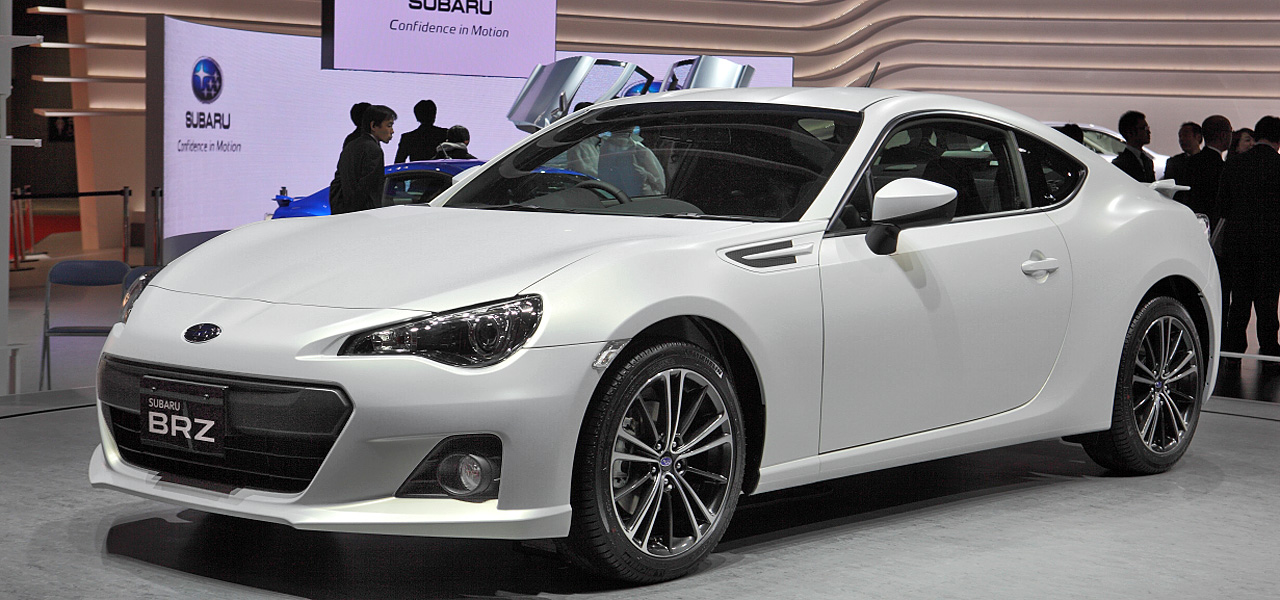
스바루 BRZ(전기형) 정측면
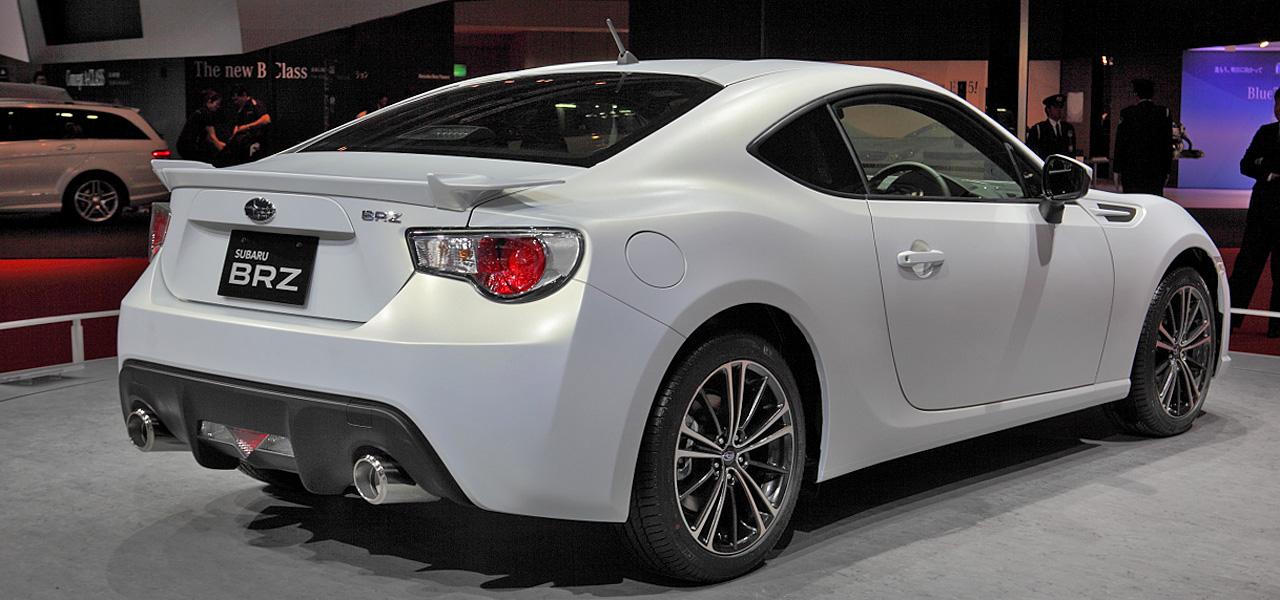
스바루 BRZ(전기형) 후측면
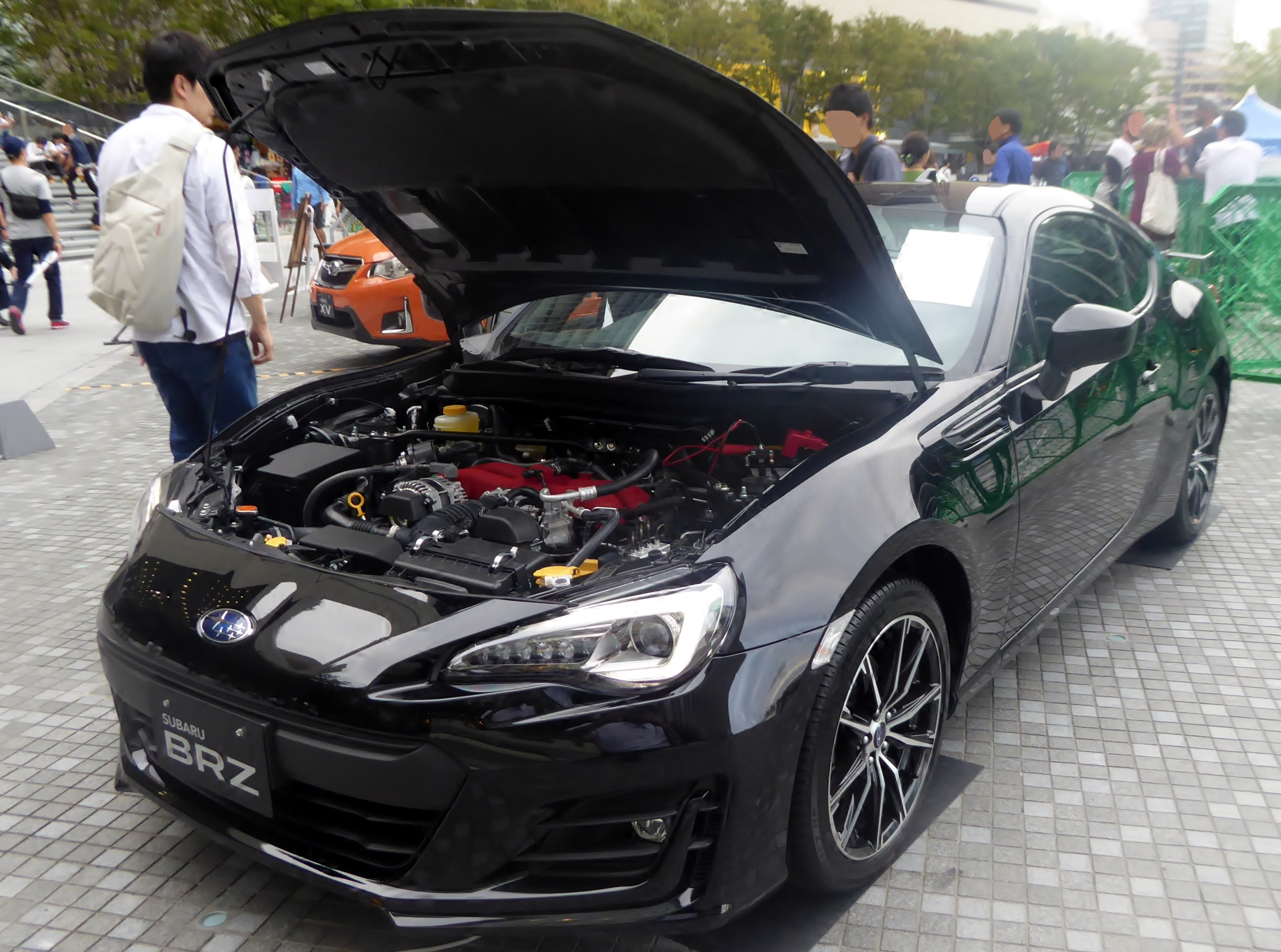
스바루 BRZ(후기형) 정측면
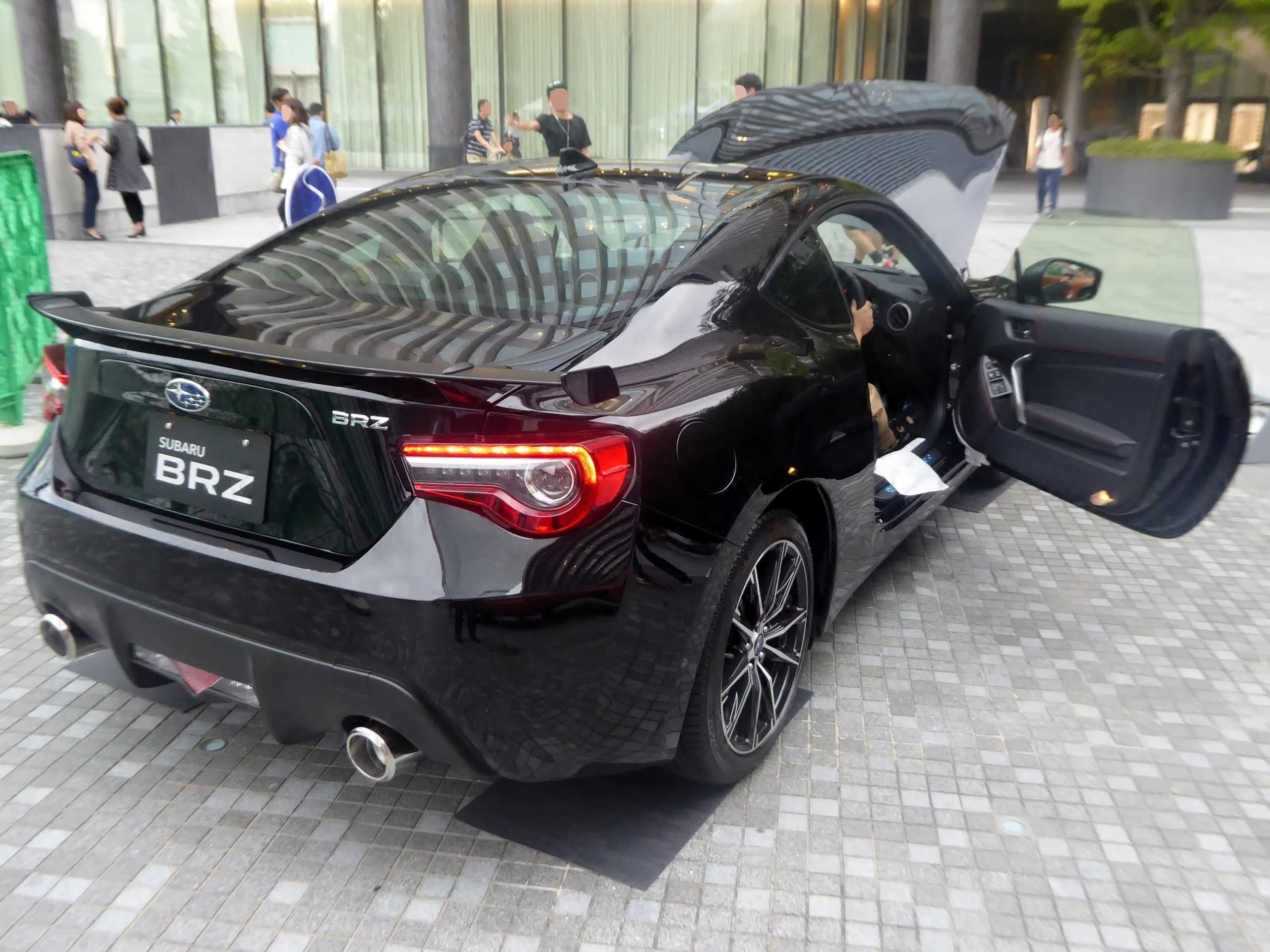
스바루 BRZ(후기형) 후측면

## 2세대 (2021 ~ 현재)
수평대향식 4기통 가솔린 엔진은 자연흡기를 유지한 채 2.4리터 FA24형으로 변경했고, 출력은 231마력이다. 
대한민국에는 2022년 5월 16일에 정식 출시했다. 6단 수동변속기만 들어오며, 대한민국 복합연비는 9.5km/L다.
수프라처럼 토요타의 모터스포츠 디비전명인 Gazoo Racing 브랜드 이니셜을 붙인 "GR 86"이라는 차명으로 판매한다.